# سفارة السويد في المجر
سفارة السويد في المجر هي أرفع تمثيل دبلوماسي لدولة السويد لدى المجر. تقع السفارة في 2nd district of Budapest ‏ وهي تهدف لتعزيز المصالح السويدية في المجر.

## وصلات خارجية
- قائمة سفارات السويد
- قائمة السفارات في المجر